# Lycaena ramaini
Lycaena ramaini är en fjärilsart som beskrevs av Le Moult 1946. Lycaena ramaini ingår i släktet Lycaena och familjen juvelvingar. Inga underarter finns listade i Catalogue of Life.